# Campeonato Descentralizado 1998
El Campeonato Descentralizado de fútbol Profesional de la Primera División del Perú se llevó a cabo entre los meses de febrero y diciembre de 1998. 12 equipos participaron, Universitario se coronó campeón nacional, Sporting Cristal subcampeón y el Lawn Tennis descendió a la Segunda División.

## Ascensos y descensos
Hubo 4 Descensos en la Temporada 1997 y 2 Ascensos (1 Campeón de Copa Perú, 1 Campeón de Segunda División) en esta Temporada.
Por lo que se Disminuyen de 14 a 12 equipos para este 1998.
| Posición    | Descendidos a la Copa Perú y Segunda División 1998                  |
| ----------- | ------------------------------------------------------------------- |
| 11° 1D 1997 | Alcides Vigo (Segunda División 1998) (D)                            |
| 12° 1D 1997 | Atlético Torino (Copa Perú 1998 Región I de la Etapa Regional) (D)  |
| 13° 1D 1997 | José Gálvez FBC (Copa Perú 1998 Región II de la Etapa Regional) (D) |
| 14° 1D 1997 | La Loretana (Copa Perú 1998 Región III de la Etapa Regional) (D)    |

| Posición         | Ascendidos de la Copa Perú y Segunda División 1997    |
| ---------------- | ----------------------------------------------------- |
| 1. 1º 2D 1997    | Lawn Tennis FC (Segunda División 1997) Asciende       |
| 2. 1º HF CP 1997 | Juan Aurich (Copa Perú 1997 Hexagonal Final) Asciende |

## Torneo Apertura
| Pos. | Equipo              | PJ | PG | PE | PP | GF | GC | DG  | Pts. |
| ---- | ------------------- | -- | -- | -- | -- | -- | -- | --- | ---- |
| 1    | Universitario       | 22 | 11 | 10 | 1  | 40 | 18 | +22 | 43   |
| 2    | Sport Boys          | 22 | 11 | 6  | 5  | 38 | 23 | +15 | 39   |
| 3    | Sporting Cristal    | 22 | 10 | 7  | 5  | 40 | 20 | +20 | 37   |
| 4    | Unión Minas         | 22 | 11 | 4  | 7  | 33 | 30 | +3  | 37   |
| 5    | Deportivo Pesquero  | 22 | 10 | 6  | 6  | 33 | 29 | +4  | 36   |
| 6    | Alianza Lima        | 22 | 9  | 6  | 7  | 35 | 21 | +14 | 33   |
| 7    | Juan Aurich         | 22 | 7  | 8  | 7  | 27 | 25 | +2  | 29   |
| 8    | Alianza Atlético    | 22 | 6  | 8  | 8  | 33 | 36 | -3  | 26   |
| 9    | Cienciano           | 22 | 6  | 7  | 9  | 24 | 27 | -3  | 25   |
| 10   | FBC Melgar          | 22 | 7  | 2  | 13 | 20 | 36 | -16 | 23   |
| 11   | Deportivo Municipal | 22 | 6  | 4  | 12 | 23 | 48 | -25 | 22   |
| 12   | Lawn Tennis         | 22 | 3  | 2  | 17 | 16 | 49 | -33 | 11   |

|  | Finalista y clasificado a Copa Libertadores 1999 |
|  | Definición por cupo a Copa Conmebol 1999         |

### Resultados
| Local \ Visitante   | AAS | ALI | CIE | MUN | PES | JA  | LTF | MEL | SBA | CRI | MIN | UNI |
| ------------------- | --- | --- | --- | --- | --- | --- | --- | --- | --- | --- | --- | --- |
| Alianza Atlético    |     | 4–2 | 3–3 | 3–1 | 2–3 | 2–2 | 1–1 | 4–1 | 1–0 | 1–3 | 3–3 | 0–0 |
| Alianza Lima        | 1–0 |     | 2–0 | 7–0 | 0–1 | 2–1 | 3–0 | 2–0 | 3–0 | 0–0 | 6–0 | 0–0 |
| Cienciano           | 1–0 | 4–0 |     | 0–0 | 3–1 | 1–0 | 1–2 | 2–0 | 0–0 | 2–1 | 0–0 | 1–1 |
| Deportivo Municipal | 0–1 | 2–0 | 1–1 |     | 2–4 | 1–0 | 3–0 | 2–1 | 1–3 | 0–3 | 2–3 | 2–2 |
| Deportivo Pesquero  | 3–1 | 2–2 | 3–0 | 2–1 |     | 1–3 | 3–0 | 3–1 | 1–1 | 0–0 | 1–0 | 0–0 |
| Juan Aurich         | 2–1 | 2–2 | 1–1 | 1–2 | 0–0 |     | 2–1 | 2–0 | 1–0 | 1–1 | 4–0 | 1–1 |
| Lawn Tennis         | 1–2 | 0–1 | 1–0 | 0–1 | 1–2 | 0–1 |     | 1–2 | 1–2 | 0–4 | 2–0 | 0–5 |
| Melgar              | 2–1 | 1–0 | 2–1 | 4–0 | 0–0 | 0–0 | 2–1 |     | 0–1 | 2–0 | 1–2 | 0–1 |
| Sport Boys          | 2–2 | 0–0 | 3–1 | 5–0 | 4–0 | 3–1 | 3–3 | 1–0 |     | 1–0 | 4–1 | 3–3 |
| Sporting Cristal    | 0–0 | 1–1 | 3–2 | 3–0 | 2–1 | 2–2 | 5–0 | 7–1 | 1–0 |     | 2–1 | 1–1 |
| Unión Minas         | 0–0 | 1–0 | 2–0 | 3–0 | 4–1 | 1–0 | 4–1 | 2–0 | 2–0 | 2–0 |     | 1–1 |
| Universitario       | 5–1 | 2–1 | 1–0 | 2–2 | 2–1 | 3–0 | 2–0 | 3–0 | 1–2 | 2–1 | 2–1 |     |

## Torneo Clausura
| Pos. | Equipo              | PJ | PG | PE | PP | GF | GC | DG  | Pts. |
| ---- | ------------------- | -- | -- | -- | -- | -- | -- | --- | ---- |
| 1    | Sporting Cristal    | 22 | 13 | 3  | 6  | 41 | 23 | +18 | 42   |
| 2    | Alianza Lima        | 22 | 11 | 9  | 2  | 35 | 17 | +18 | 42   |
| 3    | Sport Boys          | 22 | 12 | 6  | 4  | 24 | 12 | +12 | 42   |
| 4    | Universitario       | 22 | 8  | 10 | 4  | 32 | 22 | +10 | 34   |
| 5    | Cienciano *         | 22 | 7  | 9  | 6  | 23 | 20 | +3  | 29   |
| 6    | Deportivo Pesquero  | 22 | 7  | 8  | 7  | 20 | 20 | 0   | 29   |
| 7    | FBC Melgar          | 22 | 8  | 5  | 9  | 26 | 33 | -7  | 29   |
| 8    | Juan Aurich         | 22 | 6  | 8  | 8  | 24 | 27 | -3  | 26   |
| 9    | Alianza Atlético    | 22 | 6  | 6  | 10 | 24 | 30 | -6  | 24   |
| 10   | Unión Minas         | 22 | 6  | 6  | 10 | 22 | 30 | -8  | 24   |
| 11   | Lawn Tennis         | 22 | 6  | 4  | 12 | 20 | 38 | -18 | 22   |
| 12   | Deportivo Municipal | 22 | 3  | 4  | 15 | 24 | 43 | -19 | 13   |

* Un punto menos por jugar con cuatro extranjeros en la Fecha 3.
|  | Finalista y clasificado a Copa Libertadores 1999 |
|  | Definición por cupo a Copa Conmebol 1999         |

### Resultados
| Local \ Visitante   | AAS | ALI | CIE | MUN | PES | JA  | LTF | MEL | SBA | CRI | MIN | UNI |
| ------------------- | --- | --- | --- | --- | --- | --- | --- | --- | --- | --- | --- | --- |
| Alianza Atlético    |     | 1–1 | 2–0 | 2–0 | 0–0 | 1–1 | 2–1 | 2–2 | 0–0 | 2–3 | 3–0 | 1–1 |
| Alianza Lima        | 4–2 |     | 4–1 | 2–1 | 2–1 | 2–1 | 1–1 | 2–0 | 3–1 | 0–2 | 0–0 | 1–0 |
| Cienciano           | 2–0 | 0–0 |     | 4–1 | 2–0 | 1–0 | 4–0 | 0–0 | 0–0 | 2–1 | 0–0 | 0–0 |
| Deportivo Municipal | 0–1 | 1–1 | 1–2 |     | 0–3 | 1–1 | 1–2 | 5–1 | 0–1 | 2–1 | 2–3 | 1–1 |
| Deportivo Pesquero  | 2–0 | 0–0 | 0–0 | 2–1 |     | 2–1 | 0–1 | 0–0 | 0–0 | 1–1 | 3–0 | 2–2 |
| Juan Aurich         | 2–0 | 0–0 | 2–2 | 1–1 | 1–0 |     | 4–1 | 3–2 | 0–4 | 2–1 | 2–1 | 1–1 |
| Lawn Tennis         | 2–0 | 1–5 | 2–0 | 0–2 | 1–2 | 0–0 |     | 2–1 | 0–1 | 1–1 | 3–1 | 0–2 |
| Melgar              | 2–1 | 1–2 | 3–2 | 1–0 | 2–0 | 1–0 | 3–1 |     | 2–0 | 0–1 | 3–1 | 0–3 |
| Sport Boys          | 1–0 | 0–0 | 2–0 | 2–0 | 2–0 | 1–0 | 0–0 | 3–0 |     | 2–0 | 2–1 | 1–1 |
| Sporting Cristal    | 3–2 | 1–1 | 1–0 | 7–2 | 0–1 | 3–1 | 2–1 | 3–0 | 2–0 |     | 4–2 | 2–0 |
| Unión Minas         | 0–1 | 2–1 | 0–0 | 2–1 | 3–0 | 1–1 | 2–0 | 0–0 | 0–1 | 1–0 |     | 2–2 |
| Universitario       | 3–1 | 0–3 | 1–1 | 3–1 | 1–1 | 1–0 | 4–0 | 2–2 | 3–0 | 0–2 | 1–0 |     |

Partido extra - Definición del Torneo Clausura:
| 16 de diciembre de 1998, 20:00 | Sporting Cristal | 1:0 (1:0) | Alianza Lima | Estadio Nacional, Lima                                       |                                                              |
|                                | Mendoza 42'      |           |              | Asistencia: 40.648 espectadores Árbitro(s): Gilberto Hidalgo | Asistencia: 40.648 espectadores Árbitro(s): Gilberto Hidalgo |

## Tabla acumulada
| Pos. | Equipo              | PJ | PG | PE | PP | GF | GC | DG  | Pts. |
| ---- | ------------------- | -- | -- | -- | -- | -- | -- | --- | ---- |
| 1    | Sport Boys          | 44 | 23 | 12 | 9  | 62 | 35 | +27 | 81   |
| 2    | Sporting Cristal    | 44 | 23 | 10 | 11 | 81 | 43 | +38 | 79   |
| 3    | Universitario       | 44 | 19 | 20 | 5  | 72 | 40 | +32 | 77   |
| 4    | Alianza Lima        | 44 | 20 | 15 | 9  | 70 | 38 | +32 | 75   |
| 5    | Deportivo Pesquero  | 44 | 17 | 14 | 13 | 53 | 49 | +4  | 65   |
| 6    | Unión Minas         | 44 | 17 | 10 | 17 | 55 | 60 | -5  | 61   |
| 7    | Juan Aurich         | 44 | 13 | 16 | 15 | 51 | 52 | -1  | 55   |
| 8    | Cienciano *         | 44 | 13 | 16 | 15 | 47 | 47 | 0   | 54   |
| 9    | FBC Melgar          | 44 | 15 | 7  | 22 | 46 | 69 | -20 | 52   |
| 10   | Alianza Atlético    | 44 | 12 | 14 | 18 | 57 | 66 | -9  | 50   |
| 11   | Deportivo Municipal | 44 | 9  | 8  | 27 | 47 | 91 | -44 | 35   |
| 12   | Lawn Tennis         | 44 | 9  | 6  | 29 | 36 | 87 | -51 | 33   |

* Un punto menos por jugar con cuatro extranjeros en la Fecha 3 del Torneo Clausura.
|  | Revalidación          |
|  | Segunda División 1999 |

## Final nacional
| 20 de diciembre de 1998, 15:30 | Sporting Cristal         | 2:1 (2:0) | Universitario | Estadio Nacional, Lima                                     |                                                            |
|                                | Esidio 30' · Mendoza 40' |           | 85' Guadalupe | Asistencia: 28.809 espectadores Árbitro(s): Gustavo Méndez | Asistencia: 28.809 espectadores Árbitro(s): Gustavo Méndez |

| 23 de diciembre de 1998, 20:00 | Universitario                                    | 2:1 (1:0) (4:2 p.)         | Sporting Cristal                  | Estadio Nacional, Lima                                        |                                                               |
|                                | Farfán 41' 55'                                   |                            | 82' Mendoza                       | Asistencia: 38.459 espectadores Árbitro(s): José Luis La Rosa | Asistencia: 38.459 espectadores Árbitro(s): José Luis La Rosa |
|                                |                                                  | Tiros desde el punto penal |                                   |                                                               |                                                               |
|                                | Grondona · Casas · Falaschi · Guadalupe · Esidio |                            | Ferreira · Soto · Serrano · Carty |                                                               |                                                               |

|                          |
| Campeón Nacional         |
| Universitario 22º título |

## Cupo a Copa Conmebol
| 20 de diciembre de 1998 | Sport Boys | 0:1 (0:0) | Alianza Lima | Estadio Miguel Grau, Callao                             |                                                         |
|                         |            |           | 76' Saavedra | Asistencia: 800 espectadores Árbitro(s): Juan Mondoñedo | Asistencia: 800 espectadores Árbitro(s): Juan Mondoñedo |

| 22 de diciembre de 1998 | Alianza Lima              | 2:0 (2:0) | Sport Boys | Estadio Alejandro Villanueva, Lima                         |                                                            |
|                         | Basombrío 6' · Gareca 29' |           |            | Asistencia: 1 373 espectadores Árbitro(s): Francisco Nuñez | Asistencia: 1 373 espectadores Árbitro(s): Francisco Nuñez |

- Alianza Lima clasificó a la Copa Conmebol 1999. Pero posteriormente recibió la invitación a la Copa Merconorte 1999 por lo que dejó su cupo libre y fue asignado a Sport Boys.

## Partido de revalidación
| 20 de diciembre de 1998, 20:00 | Deportivo Municipal                   | 4:1 (1:0, 1:1, 2:1) (t. s.) | Hijos de Yurimaguas | Estadio Nacional, Lima                   |                                          |
|                                | Baroni 34' 100' 113' · Maldonado 119' |                             | 64' Rodríguez       | Asistencia: Sin datos sobre espectadores | Asistencia: Sin datos sobre espectadores |

## Goleadores
| Jugador              | Jugador         | Goles | Equipo                    |
| -------------------- | --------------- | ----- | ------------------------- |
| Bandera de Brasil    | Nilson Esidio   | 25    | Sporting Cristal          |
| Bandera de Perú      | Martín Reyes    | 19    | Juan Aurich               |
| Bandera de Perú      | Roberto Farfán  | 17    | Universitario de Deportes |
| Bandera de Argentina | Sergio Ibarra   | 17    | Sport Boys                |
| Bandera de Perú      | Jorge Soto      | 16    | Sporting Cristal          |
| Bandera de Perú      | Andrés Gonzales | 16    | Deportivo Pesquero        |
| Bandera de Perú      | David Chévez    | 14    | Alianza Lima              |
| Bandera de Perú      | Rodolfo Miñán   | 14    | Unión Minas               |
| Bandera de Perú      | Andrés Mendoza  | 14    | Sporting Cristal          |
| Bandera de Perú      | Roberto Holsen  | 14    | Alianza Atlético          |
| Bandera de Argentina | 'Mauro Cantoro  | 13    | Universitario de Deportes |
| Bandera de Perú      | Wilfredo Begazo | 12    | Cienciano                 |
| Bandera de Brasil    | 'Eduardo Esidio | 12    | Universitario de Deportes |
| Bandera de Colombia  | Miguel Asprilla | 12    | Alianza Lima              |
| Bandera de Ghana     | Prince Amoako   | 12    | Deportivo Municipal       |